# Potarophytum
Potarophytum é um género botânico pertencente à família Rapateaceae. Contém uma única espécie, Potarophytum riparium Sandwith, presente na Guiana.